# Рокфеллер-центр
Рокфе́ллер-центр (англ. Rockefeller Center) — крупный офисный центр в Нью-Йорке, который был построен в манхэттенском Мидтауне в 1930-е годы на деньги семьи Рокфеллеров. Был назван в честь Джона Дэвисона Рокфеллера-младшего. Наиболее известны 14 высотных зданий с отделкой в стиле ар-деко. Здесь находятся штаб-квартиры различных корпораций и крупнейший по доходности аукционный дом «Кристис». В 1989 году Рокфеллер-центр выкупила у Рокфеллеров японская группа компаний Mitsubishi.
Является Национальным историческим памятником США с 1987 года.

## Некоторые здания Рокфеллер-центра
- Рокфеллер-плаза, 30 (или Комкаст-билдинг; Comcast Building) — небоскрёб в стиле ар-деко, центральный объект Рокфеллер-центра.
- Радио-сити (Radio City Music Hall) — театрально-концертный зал.

## Фреска Риверы
В 1932—1934 годах крупнейший художник Америки мексиканец Диего Ривера по заказу Нельсона Рокфеллера создал фреску под названием «Человек на распутье» площадью 99 квадратных метров, на которой изобразил первомайскую демонстрацию в Москве 1 мая с изображением Владимира Ленина. Заказчик остался крайне недоволен этим изображением (на фреске Ленин соединяет руки рабочих). Некоторое время эту фреску прятали под занавесом, а в начале 1934 года её уничтожили по приказу руководства Центра. Ривера впоследствии воссоздал фреску в Мехико, в оперном театре Паласио-де-Бельяс-Артес.

## Рождественские празднования
На каждое Рождество в Рокфеллер-центре устанавливается главная ёлка города. Церемонию первого зажжения огней на ёлке транслирует телеканал NBC.
Рокфеллер-центр также известен своим катком.